# Jodenpoort (Lublin)

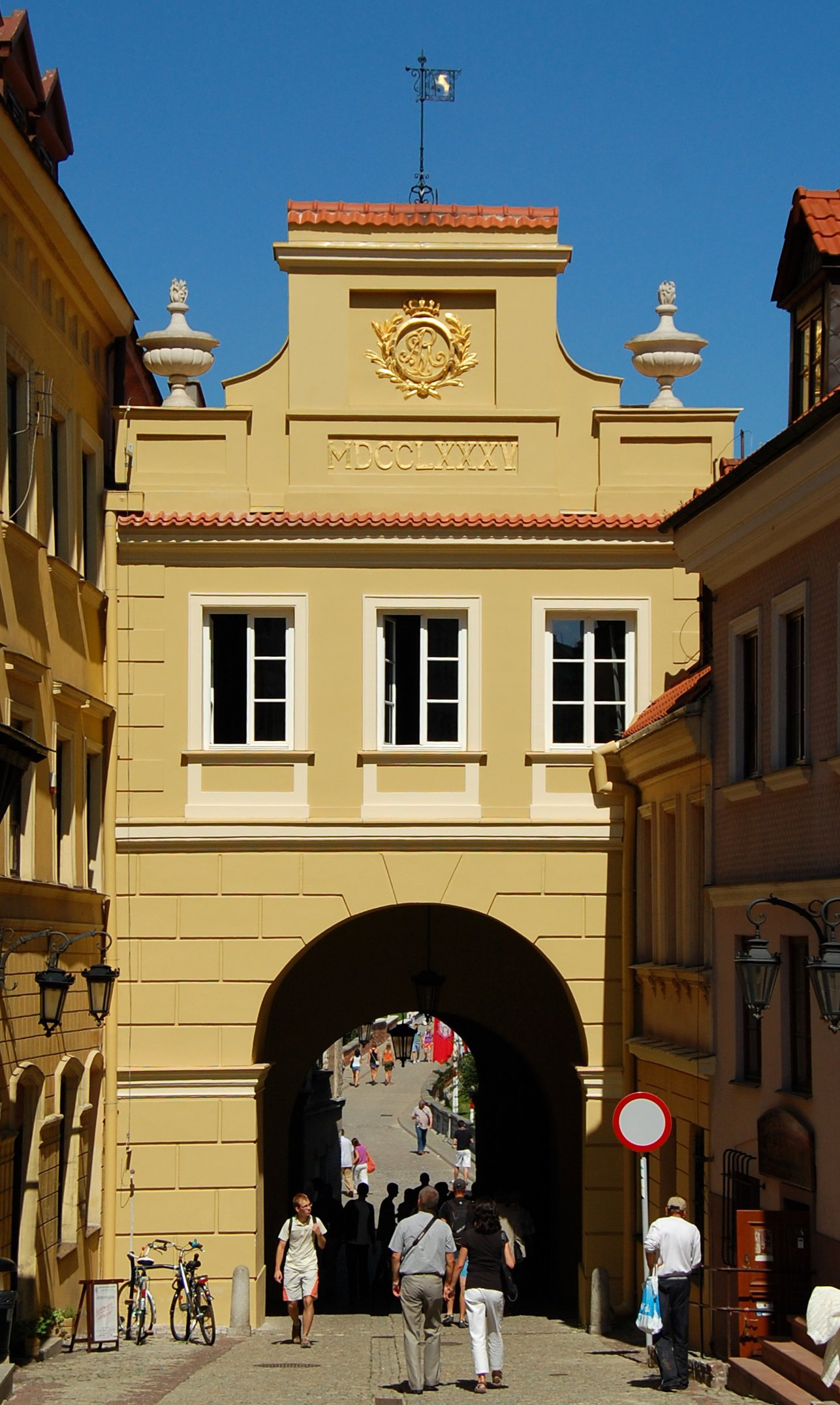
Joden- of Burchtpoort in Lublin, Polen

De Jodenpoort (Pools: Brama Grodzka) of Burchtpoort is een stadspoort in de Poolse stad Lublin. De poort is een van de drie behouden stadspoorten van de stad. De andere twee zijn de Vispoort en de Krakauer Poort.
De Jodenpoort werd gebouwd in de middeleeuwen als deel van de vestingwerken rondom de stad. Boven het poortgebouw bevindt zich het Cultureel Centrum, het Grodzka theater NN en er wordt ook onderdak geboden aan een informatiecentrum/archief over het eeuwenlange Joodse leven en religieuze jodendom in de stad Lublin.
De poort heeft twee verdiepingen. Verder is het een toegangsweg tot het historische centrum van de stad en het Kasteel van Lublin. Deze poort vormde eeuwenlang de toegangspoort tot de Joodse wijk. De archieven in de poort gaan over het Joodse leven van voor de Tweede Wereldoorlog.
Het uiterlijk van de huidige poort stamt uit 1785 en is ontworpen door de Italiaans-Poolse architect Domenico Merlini.